# Nicole Kassell
Nicole Kassell (Filadelfia, 1972) è una regista statunitense.

## Biografia
È cresciuta a Charlottesville, in Virginia. Suo padre Neal, docente di medicina all'università della Virginia, è stato il neurochirurgo che ha salvato la vita dell'allora Senatore Joe Biden curandone l'aneurisma cerebrale nel corso di due operazioni chirurgiche nel 1988.
Ha ricevuto un Bachelor of Arts in storia dell'arte alla Columbia University nel 1994, ottenendo poi un Master of Fine Arts alla Tisch School of the Arts dell'università di New York nel 2002. Durante gli studi, ha diretto due cortometraggi: Jaime, che ha vinto il premio della Directors Guild of America per il miglior corto studentesco, e The Green Hour, proiettato al Sundance Film Festival 2002. Ha esordito nel lungometraggio con il film indipendente The Woodsman - Il segreto (2004), adattato a quattro mani dalla pièce del drammaturgo Steven Fechter e con protagonista Kevin Bacon nel ruolo di un pedofilo uscito di prigione in cerca di lasciarsi il passato alle spalle. Nonostante il film abbia concorso al Sundance Film Festival 2004, e lei sia stata candidata a svariati premi per il suo esordio, Kassell ha faticato a trovare delle sceneggiature per il suo secondo film e ha finito per trasferirsi in pianta stabile in televisione dal 2006, dirigendo episodi per serie come The Americans, Better Call Saul, Cold Case - Delitti irrisolti e The Leftovers - Svaniti nel nulla. Nel 2020, è stata candidata al premio Emmy per la regia della 1ª puntata della miniserie Watchmen.

## Filmografia

### Regista

#### Cinema
- Jaime – cortometraggio (1999)
- The Green Hour – cortometraggio (2002)
- The Woodsman - Il segreto (The Woodsman) (2004)
- Il mio angolo di paradiso (A Little Bit of Heaven) (2011)

#### Televisione
- Cold Case - Delitti irrisolti (Cold Case) – serie TV, episodi 3x16-5x12 (2006-2008)
- 3 libbre (3 lbs.) – serie TV, episodio 1x04 (2006)
- The Closer – serie TV, episodi 5x08-6x12 (2009-2010)
- The Killing – serie TV, 5 episodi (2011-2014)
- Suits – serie TV, episodio 2x13 (2013)
- The Following – serie TV, 5 episodi (2013-2015)
- The Americans – serie TV, episodi 1x01-4x11-5x12 (2013-2017)
- Rectify – serie TV, episodi 1x03-3x05 (2013-2015)
- Better Call Saul – serie TV, episodio 1x05 (2015)
- American Crime – serie TV, episodi 1x06-2x10 (2015-2016)
- The Leftovers - Svaniti nel nulla (The Leftovers) – serie TV, episodi 2x05-3x05 (2015-2017)
- Vinyl – serie TV, episodio 1x06 (2016)
- Claws – serie TV, episodi 1x01-1x08 (2017)
- Westworld - Dove tutto è concesso (Westworld) – serie TV, episodio 2x07 (2018)
- Castle Rock – serie TV, episodio 1x10 (2018)
- Watchmen – miniserie TV, puntate 1-2-8 (2019)
- The Baby – miniserie TV, puntata 1 (2022)
- Sirens – miniserie TV, puntate 1-2 (2025)

### Sceneggiatrice
- Jaime – cortometraggio (1999)
- The Green Hour – cortometraggio (2002)
- The Woodsman - Il segreto (The Woodsman) (2004)

### Produttrice esecutiva
- Watchmen – miniserie TV, 9 puntate (2019)
- The Baby – miniserie TV, 8 puntate (2022)

## Premi e candidature

### Televisione
- Premi Emmy
  - 2020 – Miglior miniserie o serie antologica per Watchmen
  - 2020 – Candidatura alla miglior regia di una miniserie o film TV per Watchmen (È estate e stiamo finendo il ghiaccio)
- Directors Guild of America
  - 2020 – Miglior regia in una miniserie TV per Watchmen (È estate e stiamo finendo il ghiaccio)
- Premi Hugo
  - 2020 – Candidatura alla miglior rappresentazione drammatica, forma breve per Watchmen (Un dio entra in un bar)

### Cinema
- Sundance Film Festival
  - 2002 – In concorso (Cortometraggi) per The Green Hour
  - 2004 – In concorso (U.S. Dramatic) per The Woodsman - Il segreto
  - 2004 – Humanitas Prize per The Woodsman - Il segreto
- Boston Society of Film Critics
  - 2004 – Miglior regista esordiente (2º posto) per The Woodsman - Il segreto
- Independent Spirit Awards
  - 2005 – Candidatura al miglior film d'esordio per The Woodsman - Il segreto
- Gotham Independent Film Awards
  - 2004 – Candidatura al miglior regista rivelazione per The Woodsman - Il segreto
- Festival internazionale del cinema di Londra
  - 2004 – Premio "Satyajit Ray" per The Woodsman - Il segreto
- Festival del cinema americano di Deauville
  - 2004 – Premio speciale della giuria per The Woodsman - Il segreto